# جيل روبرتسون الرابع
جيل روبرتسون الرابع (بالإنجليزية: Gil Robertson IV)‏ هو كاتب وصحفي أمريكي، ولد في 13 أغسطس 1964.